# Ministerio del Interior (Nicaragua)
El Ministerio del Interior de Nicaragua es uno  de los doce ministerios del Gobierno Nicaragüense y el encargado de implementar, mantener y ejecutar medidas para garantizar la seguridad ciudadana, del Estado y el Orden Interno en dicho país. 
Este órgano, que presta servicios públicos a los nicaragüenses y ciudadanos de otras nacionalidades, contribuye a la Seguridad Soberana y el Orden Interno del país mediante las Direcciones Generales establecidas por ley.

## Funciones
Sus funciones principales incluyen:
- Asegurar la protección de la vida y la integridad física de los nicaragüenses
- Prevenir, neutralizar y terminar con cualquier actividad encaminada a destruir o menoscabar el orden Constitucional y la Institucionalidad del país, establecidos por la Revolución.

## Historia
El Ministerio del Interior (MINT) fue organizado y dirigido por el Comandante de la Revolución Tomás Borge, tras el triunfo de la Revolución Popular Sandinista, en 1979. Borge consideró al nuevo órgano del Estado como: “El centinela de la alegría del pueblo”, provisionalmente se instaló en el Hotel Intercontinental de Managua, luego trasladó la sede central al edificio administrativo de la antigua Empresa Nacional de Luz y Fuerza (ENALUF), un ejemplo de arquitectura moderna que sobrevivió al terremoto de Managua de 1972, al cual renombró como Edificio Silvio Mayorga Delgado, en honor al cofundador del FSLN.

Emblema del MINT durante la década de 1980.

El 9 de agosto de 1980, fue decretada la "Ley Orgánica del Ministerio del Interior", mediante el decreto de ley N° 485, que establecía al MINT, como una institución civil bajo administración militar, conformada por las siguientes dependencias: Dirección General de la Seguridad del Estado (DGSE), Policía Sandinista, Sistema Penitenciario, Migración y Extranjería, Sistema Nacional Contra Incendios (SINACOI), Dirección Nacional de Cedulación, Dirección de Empleos y Cuadros, Sistema Nacional de la Opinión Pública (SINOP), Dirección Administrativa, Dirección Legal, Dirección de Divulgación Popular y Delegaciones Políticas, respectivamente.
El MINT, además contaba con un aparato de inteligencia humana y un cuerpo de élite; las Tropas Pablo Úbeda, bajo la supervisión de asesores de Cuba y la Unión Soviética en la formación de agentes nicaragüenses.
A nivel internacional, Borge mantuvo muy estrechas relaciones de cooperación con el Ministerio de la Seguridad del Estado de la República Democrática Alemana, hasta el año 1990; cuando el FSLN perdió las elecciones presidenciales.

### Reestructuración institucional
El 25 de abril de 1990, bajo el nuevo gobierno de Violeta Chamorro, fue decretada la "Ley Creadora de Ministerios del Estado", mediante la cual el Ministerio de Gobernación se convirtió en el sucesor legítimo del Ministerio del Interior en sus atribuciones y funciones de forma ininterrumpida.
El 4 de diciembre de 1990, fue decretada la "Ley Orgánica del Ministerio de Gobernación", mediante la resolución N° 64-90, que reformaba las funciones Ministerio del Interior, haciendo prevalecer su carácter civil, como un órgano del Poder Ejecutivo.
El 14 de mayo de 2014, la Asamblea Nacional de Nicaragua, aprobó la "Ley N° 864, Ley de Reforma a la Ley 290", mediante la cual la Policía Nacional de Nicaragua quedaba como una institución descentralizada de las dependencias del Ministerio de Gobernación.
En 2019, el MIGOB entregó más de 80 títulos de propiedad a retirados del Ejército de Nicaragua y el Ministerio del Interior.
El 17 de septiembre de 2020, el MIGOB reportó haber gestionado el regreso de más de 59 mil connacionales al territorio nicaragüense, desde el 11 de marzo de 2020, a causa de la Pandemia de COVID-19. Los nicaragüenses retornados arribaron con el resultado negativo para la COVID-19, según establece la resolución 358-2020 del Ministerio de Salud de Nicaragua.

### Reactivación del Ministerio del Interior
Durante un evento oficial, el 27 de diciembre de 2023, para conmemorar el 49 aniversario de la gesta heroica del Comando Juan José Quezada, el presidente de Nicaragua Daniel Ortega, anuncio en cadena nacional la restauración del nombre que tuvo la institución durante los años 80, es decir "Ministerio del Interior de Nicaragua", así como la reactivación de su estructura interna, incorporando nuevamente a la Policía Nacional. La medida fue ratificada de forma unánime por la Asamblea Nacional de Nicaragua, un día después del anuncio, el 28 de diciembre de 2023.

## Organización estructural
El MINT se constituye como un sistema integral y unificado, que colabora con diferentes ministerios y poderes del Estado nicaragüense en el cumplimiento de sus funciones. Cuenta con 17 delegaciones regionales, distribuidas a lo largo del territorio nicaragüense, en 15 departamentos, 2 regiones autónomas.
Su estructura en funciones está conformada por las siguientes dependencias:
- Dirección General de Atención a Connacionales, Personal Diplomático y Consular, en el Servicio Exterior y Personal Diplomático Consular Acreditados en Nicaragua.[24]
- Departamento de Registro y Control de Asociaciones.[24]

|                                       |                                             |                                              |                                            |
| Dirección General de Policía Nacional | Dirección General del Sistema Penitenciario | Dirección General de Migración y Extranjería | Dirección General de Bomberos de Nicaragua |

El Instituto de Seguridad Social y Desarrollo Humano (ISSDHU), es la institución autónoma, que gestiona el sistema de pensiones del MINT y el de la Policía Nacional de Nicaragua.

## Lista de Ministros del Interior
| Ministro                  | Período                                             | Presidente de Nicaragua |
| ------------------------- | --------------------------------------------------- | ----------------------- |
| Tomás Borge Martínez      | 22 de agosto de 1979 - 10 de enero de 1985          | Junta de Gobierno       |
| Tomás Borge Martínez      | 10 de enero de 1985 - 25 de abril de 1990           | Daniel Ortega           |
| Alfredo Mendieta Artola   | 25 de abril de 1990 - 3 de marzo de 1995            | Violeta Chamorro        |
| Sergio Narváez Sampson    | 3 de marzo de 1995 - 9 de enero de 1997             | Violeta Chamorro        |
| José Antonio Alvarado     | 9 de enero de 1997 - 1 de septiembre de 1998        | Arnoldo Alemán          |
| Jaime Cuadra Somarriba    | 1 de septiembre de 1998 - 23 de septiembre de 1999  | Arnoldo Alemán          |
| René Herrera Zúñiga       | 23 de septiembre de 1999 - 30 de septiembre de 2000 | Arnoldo Alemán          |
| José Marenco Cardenal     | 30 de septiembre de 2000 - 10 de enero de 2002      | Arnoldo Alemán          |
| Arturo Harding Lacayo     | 11 de enero de 2002 - 19 de marzo de 2003           | Enrique Bolaños Geyer   |
| Eduardo Urcuyo Llanes     | 19 de marzo de 2003 - 28 de noviembre de 2003       | Enrique Bolaños Geyer   |
| Julio Vega Pasquier       | 28 de noviembre de 2003 - 6 de julio de 2006        | Enrique Bolaños Geyer   |
| Francisco Fiallos Navarro | 6 de julio de 2006 - 10 de enero de 2007            | Enrique Bolaños Geyer   |
| Ana Isabel Morales        | 11 de enero de 2007 - 6 de febrero de 2012          | Daniel Ortega           |
| Ana Isabel Morales        | 6 de febrero de 2012 - 16 de enero de 2017          | Daniel Ortega           |
| María Amelia Coronel      | 16 de enero de 2017 - Actualidad                    | Daniel Ortega           |